# Cynodictis
†Cynodictis – rodzaj wymarłego ssaka z rodziny amficjonów (Amphicyonidae).

## Systematyka i ewolucja
Rodzaj Cynodictis został nazwany i opisany przez Auguste’a Bravarda i Auguste’a Pomela w 1850 roku. Uznano go za przodka „psów”, które miały się podzielić na nowoczesne linie psowatych i ich krewnych. Wyewoluował 40 mln lat temu z kunopodobnych zwierząt jak np. Miacis.

## Okres istnienia
Cynodictis występował na terenach Eurazji od późnego eocenu do wczesnego oligocenu, ok. 37–28 mln lat temu.

## Cechy charakterystyczne
Ssak małej wielkości; mierzył 60 cm, a w kłębie osiągał 30 cm. Posiadał spiczastą kufę i smukłe ciało z gładką sierścią.
Żył na terenach trawiastych, żywiąc się głównie na gryzoniami czy jaszczurkami i również padliną. Cynodictis kopał nory, co gwarantowało mu schronienie przed innymi większymi drapieżnikami.

## Gatunki
Do rodzaju należą następujące gatunki:
- †Cynodictis cayluxensis
- †Cynodictis crassus
- †Cynodictis ferox
- †Cynodictis elegans
- †Cynodictis exilis
- †Cynodictis lacustris
- †Cynodictis longirostris
- †Cynodictis parisiensis
- †Cynodictis peignei

## Cynodictisw kulturze
Cynodictis pojawił się w filmie dokumentalnym Wędrówki z bestiami, kiedy to samica broniła swe młode przed Indricotherium.